# Zoumaling (köpinghuvudort i Kina, Hubei Sheng, lat 30,21, long 115,43)
Zoumaling är en köpinghuvudort i Kina. Den ligger i provinsen Hubei, i den centrala delen av landet, omkring 120 kilometer öster om provinshuvudstaden Wuhan. Antalet invånare är 49 666. Befolkningen består av 24 158 kvinnor och 25 508 män. Barn under 15 år utgör 16,0 %, vuxna 15-64 år 72 %, och äldre över 65 år 10,0 %.
Runt Zoumaling är det tätbefolkat, med 427 invånare per kvadratkilometer. Närmaste större samhälle är Meichuan, 18,7 km sydost om Zoumaling. Trakten runt Zoumaling består till största delen av jordbruksmark.
Genomsnittlig årsnederbörd är 1 963 millimeter. Den regnigaste månaden är maj, med i genomsnitt 276 mm nederbörd, och den torraste är januari, med 55 mm nederbörd.